# Мандарин (Marvel Comics)
Мандарин (англ. Mandarin) — персонаж из Marvel Comics, суперзлодей, заклятый враг Железного человека.

## История публикаций
Впервые Мандарин появился в Tales of Suspense #50 (февраль 1964 года), с характером, созданным Стэном Ли, и внешностью, написанной Доном Хеком. Оформленный образ Мандарина просуществовал как каноничный вплоть до 1984 года.

## Биография

### Восхождение
Отец будущего Мандарина был одним из богатейших людей в дореволюционном Китае (и потомком Чингисхана), в то время как его покойная мать была английской аристократкой. Родившийся приблизительно в 1920 в провинциальной китайской деревне, их сын после смерти родителей из-за несчастного случая был отдан на попечение тётке, озлобленной на весь мир, и таким образом сильно повлиявшей на характер ребёнка. Большая часть состояния, унаследованного от родителей, уходила на обучение юноши наукам и атлетике. Достигнув совершеннолетия, он воспользовался своими дипломатическими способностями и остатками семейного богатства, чтобы достигнуть выдающегося положения в правящих кругах политической партии Гоминьдан, деятельность которой распространялась по всему Китаю. Коммунистическая революция в 1949 стоила ему его положения и власти, однако население, которым он когда-то управлял, всё ещё испытывало по отношению к нему почти мистический страх. Но после нескольких самонадеянных попыток вернуть влияние он был выдворен китайскими властями за пределы страны.
Ведомый жаждой мести, Мандарин попал в таинственную «Долину Духов», куда никто не осмеливался зайти на протяжении столетий, где обнаружил потерпевший тысячу лет назад крушение космический корабль рептилиеподобных представителей внеземной расы Каранатариан. На корабле он нашёл десять могущественных колец, которые служили для корабля источником энергии. Мандарин провёл десять лет, изучая их технологии и овладевая энергией колец. Через несколько лет он завоевал близлежащие деревни и построил себе ряд цитаделей. Он также основал общество верных ему последователей, среди которых были По, Ю и Ли Фонг. Бесценный опыт расы Макулан сделал Мандарина непобедимым противником для китайской армии. Дальнейшей целью стало завоевание теперь беззащитного Китая, а затем и мира, которым, как он утверждал, он будет управлять с «мудростью и гармонией» его предков-дворян. В течение этого времени Мандарин взял себе в ученицы двух девочек, одна из которых позже станет известна как Мадам Ужас, а с другой, Мей-Линг, Мандарин обручился, и она по достижении совершеннолетия должна была стать его женой. В это же время Мандарин обнаружил внутри вулкана бездействующего инопланетного робота Ультимо, и для оживления которого он в течение многих лет использовал различные комбинации науки и магии.
Некоторое время спустя, ища способ справиться с силой колец Маклуан, Мандарин заключил союз с революционером Син-Конга по имени Вонг Чу, который похитил китайского гения Хо Йинсена и американского промышленника Тони Старка. Однако всё пошло наперекосяк — Хо Йинсен пожертвовал своей жизнью, чтобы позволить Старку сбежать и сокрушить силы Вонга Чу с помощью первой брони Железного Человека. Покарав Вонга Чу за провал, Мандарин получил возможность помешать бегству Железного Человека, однако, заинтригованный происходящим, позволил ему беспрепятственно сбежать. Тогда он ещё не подозревал, что бронированный герой станет его злейшим врагом.

### Появление врага
Несколько месяцев спустя Железный Человек вынужден был вновь посетить Китай, чтобы разузнать об организаторах махинаций по воровству и использованию ракет и самолётов-разведчиков компании Stark Industries, где встретился с Мандарином, который и был заказчиком. Используя кольца Маклуан и свои боевые навыки, Мандарин почти победил Железного Человека, но тому всё же удалось обмануть Мандарина и скрыться. Вскоре после этого они столкнулись ещё несколько раз, когда Мандарин похитил наблюдательные ракеты Старка, чтобы вынудить китайское правительство использовать их для развязывания мировой войны, и запускал на орбиту собственные спутники, оснащённых «лучами Смерти». Однако Железный Человек сорвал оба этих плана. Далее, вследствие последнего поражения, Мандарин попал под воздействие Эмоционального Трансформера Доктора Дума и присоединился позже ко многим другим суперзлодеям во время нападения на Фантастическую четвёрку во время свадьбы Рида Ричардса и Сьюзан Шторм. Позже он использовал кольцо «Ментальный усилитель» на Ронина и снабдил его меч высокотехнологичными функциями. Ронин должен был стать его шпионом среди Мстителей, однако вскоре освободился от влияния и решил не уничтожать Мстителей.
Попытка Мандарина покушения на Мстителей привела его к новой встрече с Железным Человеком, на которую и был ориентирован весь план. Используя созданный им телепорт, Мандарин хотел перенести своего врага в ловушку в своём замке, но по случайности был телепортирован друг и работник Железного Человека, Хэппи Хоган, который был одет в костюм своего начальника для сохранения Тайны Личности. Поспешивший на выручку Железный Человек впервые одержал победу над Мандарином, заманив активированного Ультимо под лаву, а также направив ракеты в замок Мандарина. Сам Мандарин спасся, телепортировавшись на базу, расположенную на Лунной орбите. Там он начал готовить акт мщения, строя с помощью органических самоцветов установку, пускающую «лучи Смерти». Позже он основал организацию Властелины Зла, в которую вошли: Чаровница, Палач, Живой Лазер, Силач и вновь оживлённый Ультимо, но планы, которые возлагал на команду Мандарин, были сорваны Мстителями. Взрыв от уничтоженной установки «Лучей Смерти» разнес базу Мандарина, и, казалось, её хозяина. Но спустя время Мандарин дал о себе знать в пустыне Гоби, откуда он обратил внимание на Халка. Воздействуя на его сознание, он пытался развязать войну между государствами, но слаженные действия Ника Фьюри и Юрия Бревлова сорвали этот план. Следующая попытка подчинить Халка с помощью Песочного Человека была также провалена, Песочный Человек превращён в стекло, а база Мандарина в очередной раз разрушена.
За время, когда Халк был под влиянием Мандарина, тот сумел создать на его основе Халка-дроида, который вместе с взрослой Мей-Линг был отправлен похитить возлюбленную Старка, Дженис Корд, для того, чтобы выяснить, является ли Старк Железным Человеком. Планам помешала Мей-Линг, которую тронула любовь Дженис к Старку, она разочаровалась в Мандарине и пожертвовала жизнью, чтобы помочь Железному Человеку победить своего мужа. Похищенный же для достижения этой цели врач-миротворец Роберт Хоскинс был спасён Капитаном Америкой.

### Новое тело
Вернувшись после поражения в Китай, Мандарин решил увеличить ментальную связь со своими кольцами. Для этого он вынудил обитавшую в соседней долине королевскую семью Нелюдей отдать ему мистический Глаз Иня, артефакт, созданный несколько веков назад неким учеником Маклуан. Однако забрать Глаз можно было, лишь сразившись с вождём Нелюдей, Чёрным Громом. Это не удалось, из-за чего Мандарином были утеряны его кольца. В отчаянии Мандарин вернулся на корабль Каранатариан, где обнаружил технологию в виде обруча, способную вернуть кольца владельцу. Позже к Мандарину обратился другой давний враг Железного Человека — Единорог, у которого на тот момент прогрессировала болезнь. Взяв себе имя Гин Кан, Мандарин спровоцировал волнение среди работающих на Старка людей, а затем, вместе с Единорогом, вступил в битву с Железным Человеком. Однако в ходе битвы небрежное использование обруча Маклуан привело к тому, что сознание Мандарина было перемещено в тело Единорога и Мандарин вынужден был поспешно покинуть поле боя, чтобы исправить ситуацию. После этого он обнаружил, что его конкурент Жёлтый Коготь, контролируемый Чёрным Ламой из другого измерения, захватил в его отсутствии его текущую базу — один из китайских замков Мандарина. Удалившись на подводную базу, Мандарин прихватил с собой Санфайра и вынудил его привести в действие машину, которая вернула Мандарина в его прежнее тело. Однако, даже использовав Ультимо, отвоевать свой замок оказалось непросто. Железный Человек и Санфайр вмешались в конфликт, который закончился предполагаемой смертью Мандарина от рук одного из роботов Жёлтого Когтя. Кольца Маклуан достались подчинённому Жёлтого Когтя по имени Лок До. Но способности Мандарина контролировать сознание позволили ему перенести свой разум в кольца, откуда он воздействовал на Лок До, выдворив его из тела и заменив собой. С помощью кольца «Меняющее материю» он преобразовал своё новое тело в копию оригинального.
Несмотря на своё новое тело, его попытки украсть телепорт Железного Человека не увенчались успехом, так как ему вновь помешал Майкл О’Брайен — друг Старка и его преемник. Попытка заполучить вибраниум Ваканды через возродившегося Киллмонгера потерпела крах; также он попытался уничтожить урожай риса в Китае, что должно было спровоцировать китайские власти на вторжение в другие нации, однако этот его план был разрушен другим Железным Человеком (Джим Роудс, временно заменявший Старка). Но при захвате Мандарин, с помощью воздействия кольцом «Ментальный усилитель» воспрепятствовал своему заключению.
В это время у Мандарина было заменено одно из колец на фальшивое Чэнь Сюем — замаскированным капитаном того самого корабля Маклуан. А так как сознание и память Мандарина теперь были связаны с кольцами, он лишился своих воспоминаний о вражде с Железным Человеком. Теперь он пытался заполучить Старка в партнёры, но тот не принял этого. Тогда Мандарин создал группировку 10 колец (Рука), которая выполняла всю работу своего хозяина. Для выполнения миссий им всякий раз давались кольца, которые при неудаче всегда возвращались к Мандарину. Результатом деятельности Руки стало пленение Джеймса Роудса и сотрудников Старка, для того, чтобы склонить Старка сотрудничать. Но планам мешает подоспевший Железный Человек, который побеждает Мандарина и тот теряет сознание, оставив своих союзников без колец.
Следующий раунд между Железным Человеком и Мандарином был основан на безуспешных попытках Старка основать свой филиал в Гонконге. К этому времени Мандарин контролировал большую часть правительственной и торговой части города под именем Чжан Туна и поэтому все попытки Старка построить филиал не увенчались успехом. Позже, после этого, Мандарин присоединился к другим лидерам суперзлодеев и стал одним из так называемого «Акта Возмездия», заговора, направленного против супергероев, к которому позже присоединился Мацуо Цурояба, один из ниндзя Руки. Однако все их усилия потерпели неудачу благодаря Мстителям, Людям Икс и Нику Фьюри, которые приложили все усилия, чтобы предотвратить нападения на супергероев по всему миру.
Параллельно этим действиям среди людей X было распространено мнение о гибели одного из мутантов — Псайлок. Но она не погибла, а попала через портал Осада Риска на неизвестное побережье в Китае, лишившись при этом памяти. Там её находит Матсуо Тсурояба, и решает перенести сознание своей умирающей любимой Кэннон в тело Псайлок. Для этого он договаривается с Мандарином, чтобы тот, использовав своё изобретение Переключатель Умов, помог ему в своём плане. Мандарин вместе со Спиралью совершает обмен сознаниями. Псайлок же в теле Кэннон начинает себя считать Леди Мандарин. Вместе с ней Мандарин некоторое время находился в группе Акт Возмездия, врагом которой были Мстители. Спустя некоторое время к Псайлок возвращается тело и память, и её спасают товарищи Росомаха и Джубили, вследствие чего Мандарин покидает «10 колец».

### Сердце Тьмы
Спустя время после последних событий, узнав о том, что одно из его колец было украдено Чэнь Сюем, Мандарин встретился со стариком и вернул вместе с украденным кольцом и свою память, но так как долгое время был лишён своих воспоминаний, то потерял сознание при их групповом натиске. Чэнь Сюй всё это время ухаживал за Мандарином, который узнал о настоящей личности старика. После этого Чэнь Сюй предложил Мандарину пробудить одного из членов своей команды, громадного дракона Фин Фанг Фум, и с его помощью захватить мир. После того как треть Китая была захвачена, правительство попросило помощи у единственного человека, который побеждал Мандарина — Железного Человека. Тот вместе с Воителем вмешались, но вскоре раскрыли акт вторжения расы Маклуан по всей Азии: по земле пробудилось ещё восемь драконов, находившихся в спячке долгие века, с тех пор, когда корабль Маклуан разбился на Земле. Когда Мандарин понял об истинных намерениях Чэнь Сюя и Фин Фанг Фума, он воспрепятствовал этому, направив энергию всех своих колец через броню Железного Человека. Мандарин, очевидно, уничтожил Маклуан, однако в процессе его руки были полностью сожжены.
После этих событий он много дней находился в состоянии между жизнью и смертью, находясь на попечении у китайской крестьянки, которая даже не знала, кто он. С течением времени, с помощью колец у него выросли новые руки, но они были покрыты чешуёй и заканчивались когтями. Теперь кольца признавали в нём истинного хозяина.
После своего исцеления Мандарин отправился в Долину Духов, где нашёл могущественный артефакт — Tuviskaros Kataphilaksia, древний талисман космического зла, способный всасывать энергию темноты космоса. Получив власть Сердца Тьмы, Мандарин практически обезумел от невероятной силы, и, отторгнув его прежние методы, с помощью волшебства и Воплощений сверхлюдей вернул Китай в феодализм. В то время, пока Воитель и Силовые Роботы сражались с Воплощениями, Железный Человек прорвался сквозь оборону Мандарина и заразил его техно-органическим вирусом, разорвав его мистическую связь с Сердцем Тьмы, в результате чего не имеющая направления энергия сконцентрировалась и взорвалась, вернув Китай в наше время. Хотя многие считали Мандарина мёртвым, тот вновь лишился памяти и стал швейцаром по имени Чу в компании Stark Industries.
В конце концов, к Мандарину вернулись воспоминания, правда, в искажённом виде: вместо того, чтобы раздавить технологии, Мандарин стал считать, что вчерашний феодализм — это сегодняшний преобразованный капитализм. Это привело к тому, что следующей базой Мандарина стала гигантская летающая крепость, названная Драконом Небес, с помощью которой он планировал покорить Россию и, в дальнейшем, весь мир. В течение этого времени Железный Человек считался погибшим в боях против Натиска, хотя на самом деле он вместе с другими героями находился в другой Вселенной. Используя это, Мандарин наконец-то открыл истинную сущность своего врага и стал ещё упорнее готовиться к плану. Он основал и нанял Шпионскую Элиту вместе с Девушкой-Белкой, а также создал Дрендоутов, и вторгся в Россию. Вернувшийся Железный Человек, вместе с Мстителями и Зимней Стражей, выступил против армии Мандарина. Но оказалось, что это было лишь предлогом, для того чтобы сравнить силы в схватке с Железным Человеком. На этот раз Мандарин как никогда раньше был близок к уничтожению своего врага, но Железный Человек заранее уничтожил источник питания Дракона Небес, что вызвало его падение. Мандарин пропал.

### Наследство отца
Долгое время, пока о самом Мандарине не было слышно, его место занимал его сын, Темуджин. Сын хранил добрую память о своём отце, несмотря на то, что был им отправлен в тибетский монастырь. Там он стал обладателем духовной силы Ци, ещё большей, чем у отца, а также развился мощно физически.
Однажды Темуджин получил пакет, содержащий отрубленные руки своего отца, на которых сохранились все кольца. Темуджин, почитая волю своего отца, решил закончить дело, начатое Мандарином — уничтожить Железного Человека, отомстив ему за смерть отца и доказав, что Мандарин может мстить даже из Потустороннего мира. Однако после открытия Старком заговора в своей фирме, казалось, Темуджин перестал желать смерти Железного Человека и обратился к поиску мудрости. Однако злая энергия Мандарина, наполнившая кольца злобой, извратила душу Темуджина. Он решил, что является воплощением двух своих предков — Мандарина и Чингисхана — и решил вернуть то, что принадлежало ему — мир.
Позже Темуджин вместе с Пятном провели операцию по краже секретного оружия для М. О. Д. О. К.а. При этом он всегда повторял «Мой отец». Позже безумие вылилось в то, что ему пришлось отдать одно из колец Пятну. В дальнейшем на него напал Пума и сорвал, по крайней мере, одно кольцо. У него ещё оставалось на руке несколько колец, но через время их вместе с рукой оторвал Паслен.
Позже он избавился от оставшихся колец, а отгрызенную руку заменил на кибернетическую, и вступил в организацию Фонд Неба на должность советника командира, древнего дракона, мистера Лао. На этом посту он снискал себе врага в лице первого помощника командира, Джимми Ву.

### Возрождение
Мандарин был возрождён в более поздней серии о Железном Человеке. Мандарин был вновь лишён своих рук, колец и заключён в китайскую тюрьму особого назначения, находясь там много лет без воды и пищи. Скорее всего, он выжил благодаря мастерскому владению энергией Ци, она же помогла ему найти силы для убийства охраны и побега. На свободе он неизвестным образом вернул себе кольца, находящиеся у его сына, Темуджина, и других злодеев. Решив больше никогда их не лишаться, он впаял их себе в костный хребет, полностью слившись с ними. Также отрастил себе новые руки, состоящие лишь из костей и покрытые чешуёй.
Под личиной Тема Борджигина Мандарин проникает в правительство США, и создаёт корпорацию «Prometheus Genetic», специализирующуюся на разработке био-оружия. Он начал финансировать крупнейшие террористические организации по всему миру, однако это было лишь частью плана. Он похищает бывшую возлюбленную Тони Старка, Майю Хансен, и использует её разработку — вирус «Экстремис», для создания армии супер-солдат. Также, доработав вирус, Мандарин планирует распылить его по всему земному шару, ожидая, что 97,5 % населения погибнет. Он говорит Майе Хансен, что он будет в числе погибших, а она в числе тех выживших, кто построит новый мир без болезней и смерти. Но подоспевший Железный Человек в своём старом костюме-Серебряном Центурионе (поскольку возросшая сила колец Мандарина могла пробить атомную обшивку нового костюма, по информации, разведанной Щ. И. Т.), вступает с ним в битву, во время которой вырывает пять из десяти колец из позвоночника Мандарина. Далее он объединяет их энергию в своём нагрудном преобразователе и выстреливает лучом в Мандарина. Вступившая в реакцию энергия колец, энерголучи Старка и вирус «Экстремис» обволакивают Мандарина в кокон из «Экстремиса», который и замораживает Железный Человек.
Когда вскрывают замороженный кокон, то внутри никого не находят…

### «Моя настоящая история»
Многие поклонники Мандарина отрицают низлежащие события, рассказанные суперзлодеем, ссылаясь на то, что как кольца могли изменить его память, так они могли и извратить оригинальные воспоминания. Смысл же этой сюжетной линии состоит в том, что невозможно отличить правду от мифа, что Мандарин создал о себе. По крайней мере, правдой является то, что у него есть внутренние силы для обладания энергией колец и отточенные навыки боевых искусств.

#### Автобиографическая Постановка
В начале серии «Непобедимого Железного Человека» Мандарин похищает талантливого постановщика (своего кумира) для того, чтобы рассказать истинную историю своей жизни. Но параллельно с рассказываемым показывается истинное происхождение Мандарина. Так, его матерью была наркоманка и проститутка, которая заключила договор с неким существом из Преисподней. Потом он нашёл 10 колец Маклуана, убив при этом пилота корабля. Также однажды он зарезал служащих Красной китайской армии, за то, что они начали вести расследование по его торговле ядерным оружием с помощью наёмников Разы. Мандарин упоминает про то, что руководил группировкой, которая располагалась в том самом пещерном лагере, в котором Тони Старк создал свой первый броне костюм Mark I, но за это время ничего не знал о Мандарине.
Позже, когда биографический спектакль готов, Мандарин раздражается при виде несоответствия его рассказа и слишком уж правдоподобной историей на сцене. В конце съёмок он убивает продюсера, сказав перед этим, что зло и ложь, показанное в этом фильме, извращают фильм и саму историю Мандарина. Позже он сожалеет об убийстве продюсера, отмечая, что он действительно любит его произведения.

#### Устойчивый Старк
Ближе к заключению сюжетной линии Мандарина обнаруживается, что он является отцом Александры Хаммер (дочь Джастина Хаммера), которая приходила к нему со своим парнем Изеклем Стейн. Мандарин при знакомстве просит Чака называть себя Господином. С помощью Зика Мандарин набирает команду суперзлодеев, в которую входит Близард II, Хемистро III, Кримсон «Багровое Динамо» XIII, Головня IV, Огневая мощь, Живой Лазер, Мелтер II, Маулер III, Титановый Человек, Вибро, и Вихрь, а также обновлённые Дредноуты в особняк, чтобы взять Железного Человека.

### Долгий Путь Вниз, и В Будущее
После сюжета «Устойчивого Старка» было выявлено, что Мандарин теперь приобрёл возможность ментального контроля над Тони Старком, по-видимому, во времена «Железного Человека: Особо Опасен» и «Распад» — сюжетных линий, когда Старк избирательно очистил свою память для защиты критических данных Щ. И.Т.а от Нормана Озборна и H.A.M.M.E.R.а. Каким образом Мандарин получил этот контроль, пока ещё не раскрыто, но было заявлено, что он находится в «голове Старка», наблюдает и влияет на его действия, в частности сподвиг его возвращению к общественной жизни. Среди других действий, принятых Старком под влиянием, значатся разработка и эксплуатация «Titanomechs» — огромных военных машин в виде кальмаров.
После Железный Человек был привлечён в город Мандарина для создания десяти «Titanomechs», которые Мандарин планировал использовать в качестве оболочек для энергии его колец. Ему это нужно было для того, чтобы души, которые, как узнал Мандарин, были заключены в кольца, обрели тело. Но на самом деле Мандарин служил этим существам и собирался их «воскресить» в этой оболочке.

## Силы и способности
Мандарин является профессиональным атлетом, с огромными способностями к различным боевым искусствам. С помощью специфических тренировок он ужесточил свою кожу, в особенности кожу кистей, покрытых вначале костяными мозолями, а потом каменновидной чешуёй. Ими он может даже прогнуть титановый сплав костюма Железного Человека с нескольких ударов. Максимальная мощность ударов Мандарина точно неизвестна, что вызывает множество споров среди фанатов персонажа. Популярна версия, что большая часть силы поддерживается силой колец.
Виртуозное владение собственной энергией Ци, позволяет при необходимости прожить долгое время без воды и пищи.
Мандарин обладает глубокими познаниями в различных областях науки. Специфической отраслью, изучаемой Мандарином, является космическая техника и кибернетика, в частности, технологии цивилизации Малкуан, которыми он пользуется при проектировании собственных технологий.
Основное личное оружие Мандарина — десять колец Малкуана, которые он вначале носил на руках, а потом имплантировал в хребет. Земной наукой не объяснима природа колец, но известно, что для расы Малкуан они служили в роли варп-двигателей у звездолёта. Мандарин научился изменять природу энергии колец для его личных целей и слил своё эмоциональное сознание с душами, заключёнными в кольца. Функции колец и их расположение на руках представлены ниже:
| Палец              | Левая | Правая |
| ------------------ | --- | --- |
| Мизинец            | Обнуление Испускает волны холода, которые используются для оглушения противника. Кольцо обычно заставляет воздух в эпицентре вращаться таким образом, чтобы тот замерзал. Таким образом можно понизить температуру объекта практически до абсолютного нуля. | Носитель Ночи Может составлять область абсолютной темноты, которая, по-видимому, поглощает свет, который попадает в область этой материи. Хотя «Чёрный Свет» предположительно обращается во время использования к ультрафиолетовой радиации, темнота, созданная кольцом, вероятно, ещё одна форма «Тёмной Силы», которую используют Плащ, Тёмная Звезда и Саван.                                                              |
| Безымянный палец   | Ложь Увеличивает личную псионическую энергию владельца, позволяя ему взять под свой контроль и передавать команды одному или нескольким людям. Это кольцо может затронуть одновременно только одного человека и только на расстоянии десяти футов. | Влияние Испускает лучи энергии, которые разрушает тело при попадании в него посредством разделения на атомы и молекулы. После использования кольцо нуждается в двадцати минутах перезарядки. |
| Средний палец      | Молния Выпускает электричество такой силы и в таких количествах, какие мысленно определит владелец. Максимальное возможное напряжение неизвестно. | Ускорение Вихря Заставляет воздух перемещаться по кругу с высокой скоростью, создавая тем самым вихрь. Вихрь можно использовать как наступательное оружие, как средство для поднятия объектов или как средство быстрого передвижения владельца кольца по воздуху. |
| Указательный палец | Сердце Звезды Испускает инфракрасную радиацию, или повышает температуру до такого уровня, какой мысленно определит владелец. Обычно с помощью высокой температуры можно воспроизвести пламя посредством накаливания молекул воздуха по направлению к необходимой цели. Луч высокой температуры может быть использован, чтобы вызвать химические взрывы. Максимальный уровень температуры неизвестен. | Призрачность Проектирует различные формы энергии, наиболее часто из ускоренных нейтронов с силой удара, равной 350 фунтов тротила, создающие невидимую оболочку. Кольцо также может быть использовано, чтобы спроецировать интенсивные звуковые колебания и создавать магнитные волны, чтобы притягивать или отталкивать предметы.                                                                                            |
| Большой палец      | Белый Свет Испускает различные формы энергии электромагнитного спектра, способные подавлять собственную волю человека. | Преобразующее Материю Перестраивает молекулы веществ, таким образом, чтобы ускорялось или замедлялось их движение, в результате чего достигаются различные эффекты. Например, уплотняя пар в воздухе, превращает его в воду или лёд, укреплять газы для создания смертельного ядовитого газа из обычного воздуха. Кольцо не может преобразовывать элементы или перестраивать атомы, поэтому безопасен для Железного Человека. |

За многие годы практики использования силы колец и длительных медитаций Мандарин связал своё сознание с псионической энергией колец и с душами, заключёнными в них. Результатом этой связи стало то, что никто без разрешения Мандарина не может пользоваться силой колец. Также он может мысленно отслеживать события, которые происходят вблизи кольца. Сила колец не один раз позволяла Мандарину отращивать потерянные кисти, правда, внешне они походили на конечности Маклуанцев. Если подчинённый, которому Мандарин даёт кольцо, погибает, теряет сознание или попадает в плен, кольцо телепортируется к хозяину. Они также возвращаются обратно в случае потери сознания самого Мандарина.
Так же, как и Старк, Мандарин сумел создать физико-органический телепорт, способный перемещать как вещи, так и живых созданий. Также он создал устройство, помогающее переносить ему своё сознание в кольца.
Помимо всего прочего, Мандарин является блестящим и жестоким тактиком и талантливым стратегом. Он также всегда руководствуются неким Кодексом Чести. Когда он мешал основанию филиала Stark Industries утвердиться в Гонконге, Мандарин сделал вызов Железному Человеку, заявив, что если он выиграет, то Мандарин и его люди перестанут мешать его бизнесу. Когда Железный Человек победил его в честном бою, то Мандарином было соблюдено условие сделки. В другой раз он убил одного из своих приспешников за попытку использования допинга во время тренировки, сердясь, что ни один из его учеников не будет использовать таких нечестных приёмов.

## Другие версии

### Вселенная Marvel Tails
Во вселенной Свина-Паука версия Мандарина представляет собой говорящего человекоподобного лемура по имени Хвостатый Мандарин.

### Вселенная Ultimate
В этой Вселенной Мандарин впервые появляется в сюжетной линии Ultimate Avengers vs. New Ultimates, где Тони Старк в своей ранней броне Mark II атаковал его ради спасения Воителя, взятого в плен. В Ultimate-вселенной личная история Мандарина раскрывает новые факты о его жизни, которые предподносились в виде флешбеков. Также он участвовал в ТВ-шоу о жизни Железного Человека, где давались намеки о его личном появлении в серии Ultimate Comics: Iron Man.

## Мандарин вне комиксов

### Телевидение и анимация

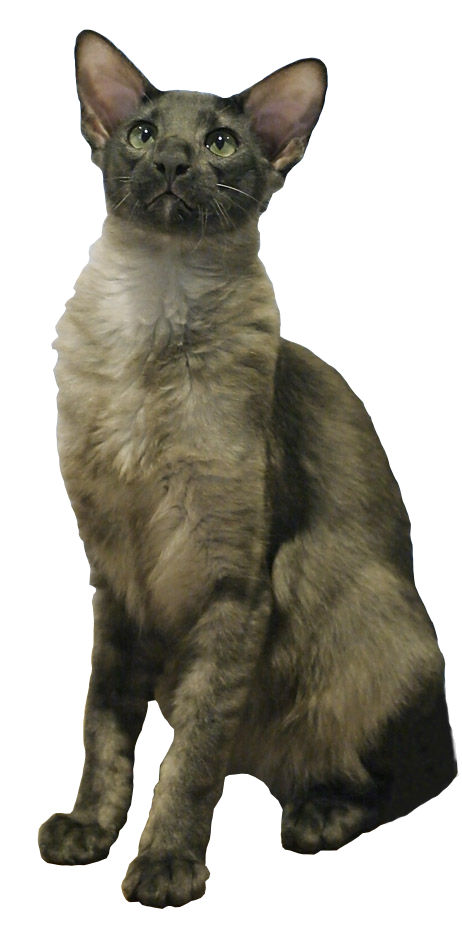
Мандарин в мультсериале

- Мандарин является главным врагом Железного Человека в анимационном сериале 60-х годов: The Marvel Super Heroes, где его озвучивал Бернард Коуэн.
- В мультсериале «Железный Человек» Мандарин (озвучененый Эдом Гилбертом в первом сезоне и Робертом Итом во втором) является археологом по имени Арнольд Брок, нашедшим десять магических камней, которые он вставил в свои кольца, после чего обрёл силу.
- В мультипликационном сериале «Железный человек: Приключения в броне» в образе Мандарина предстаёт одноклассник молодого Тони Старка Джин (Тэмуджин) Хан. Кроме того, отчим Джина, Синь Чжан, первоначально утверждает, что он «истинный Мандарин», который перекладывает свои полномочия на Джина, пока находится в заточении. Оба персонажа озвучены Винсентом Тонгом.

### Фильмы
- Мандарин входит в список персонажей анимационного фильма Несокрушимый Железный Человек, где его озвучил Фред Таташор. В этой версии Мандарин является древним правителем китайской династии. Он появляется лишь однажды, в момент ключевой развязки в виде голографической проекции.
- В Кинематографической вселенной Marvel впервые намек на Мандарина всплыл в фильме «Железный Человек», где Тони Старк попадает в плен к террористической группировке под названием «10 колец».[11]
- Истинное лицо Мандарин показал в фильме этой же вселенной «Железный человек 3», где его сыграл Бен Кингсли[12]. По сюжету он является антиамериканским террористом, но Старк раскрывает, что Мандарин — это подставная фигура. По телевидению его представлял актёр из Майами Тревор Слэттери, являющийся алкоголиком и наркоманом, а за террористом стоял истинный злодей — учёный Олдрич Киллиан (Гай Пирс), который заявляет, что он настоящий Мандарин. В финальной битве Мандарин был уничтожен Пеппер Потс, которая была под воздействием экстремиса.
- Тревор Слэттери является главным героем короткометражного фильма All Hail the King, который выпущен вместе с DVD-версией фильма «Тор 2: Царство тьмы». По сюжету после событий фильма «Железный человек 3» Слэттери арестовали, осудили на срок в тюрьме Seagate. Туда прибывает режиссёр-документалист, чтобы узнать правду о Мандарине. В финале короткометражки Тревору заявляют: «Вы взяли чужое имя, мистер Слэттери. И этот человек собирается себе его вернуть…». Это выглядело подтверждением того, что в кинематографической вселенной Marvel всё же существует настоящий Мандарин.
- В июле 2019 года было объявлено, что настоящий Мандарин появится в фильме «Шан-Чи и легенда десяти колец» 2021 года, где его сыграет Тони Люн Чу Вай. В этой версии он отец Шан-Чи, Венву, а его кольца являются не перстнями, а браслетами разных диаметров. Несмотря на то, что персонаж действительно является кинематографической версией комиксного Мандарина, Венву заявляет, что никогда не носил это имя и насмехается на его использовании Тревором Слэттери. Сам Тревор Слэттери так же появляется в фильме, где раскрывается, что после событий короткометражного фильма он был похищен Венву, избежал казни и остался у него в качестве «шута».

### Компьютерные игры
- Мандарин появляется в качестве босса в аркадной игре 1991 года, «Капитан Америка и Мстители».
- Мандарин появляется в роли босса в видеоигре Marvel: Ultimate Alliance, под озвучкой Джеймса Си.
- Замок Мандарина находится, как тематический фон, в Marvel Пинболе.
- Появляется в одной из миссий игры Lego Marvel Super Heroes в виде босса. Захватывает костюм Халкбастер.
- Появляется как играбельный персонаж в игре Lego Marvel’s Avengers.

### Коллекционные предметы
- Замок Мандарина входит под №-94 в Классическую Marvel-коллекцию фигурок.
- Фигурка Мандарина и двух вариантах входят во второй линейку игрушек от Marvel Toys" серии Marvel Legends. Обычная версия была в зелёной форме и была упакована вместе с Железным Человеком, другой вариант предусматривал красную форму вместе Воителем.
- Также Мандарин был выпущен в первой линейки Marvel Toys 1994 года, где его образ походил на образ из мультсериала «Железный человек» 1994 года.
- Компания Hasbro выпустила фигурку Железного Человека по мотивам анимационного сериала «Железный человек: Приключения в броне» в серии с таким же названием.
- Под именем Чжан Туна Мандарин был выпущен в комплекте 4 фигур от Marvel Super Hero Squad. Помимо него, в комплект входил Железный Человек и два Дредкнайта.
- Фигурка Мандарин был выпущена в серии Marvel от Minimates.
- Фигурка Мандарин был выпущен в пятой серии от Hasbro под названием Железный Человек-2.

## Критика и отзывы
- В 2009 Мандарин был занесён на 81 место в списке 100 величайших злодеев комиксов по версии IGN[13]